# O zi bună de plajă
O zi bună de plajă este un film scurt din anul 2008, realizat de Bogdan Mustață care a primit Ursul de Aur, cel mai important premiu pentru scurtmetraj al celei de-a 58-a ediții a Festivalului de Film de la Berlin.
Filmul de 10 minute, realizat după un scenariu de Cătălin Mitulescu, îi are în centru pe trei tineri delincvenți care sechestrează un șofer de dubă și o prostituată și-i duc pe o plajă. Actorii au fost luați dintr-o închisoare de minori și respectiv din centre de plasament din București. 
Juriul competiției de scurtmetraje de la Berlinală au ales filmul lui Mustață dintre cele 11 care au concurat pentru Ursul de Aur și Ursul de Argint, alese la rândul lor dintre 29 de scurtmetraje înscrise în festival. Printre cele 29 s-a numărat și un alt film românesc, "Târziu" de Paul Negoescu, care nu a fost însă eligibil pentru premiu.